# Jan Schilde
Jan Schilde (* Februar 1974 in Ost-Berlin) ist ein deutscher Journalist. Er ist seit 2022 Chefredakteur der Boulevardzeitung B.Z.

## Leben
Jan Schilde wuchs in der Neubausiedlung an der Frankfurter Allee in Berlin-Lichtenberg auf. Er arbeitete ab 1997 als freier Reporter. 
Im Jahr 2000 fing er zunächst als Polizei- und Brandenburg-Reporter bei Axel Springer für B.Z. und Bild an. Er übernahm 2004 die Leitung der Polizeiredaktion. Sodann wurde er 2011 stellvertretender Leiter der Lokalredaktion und 2017 dessen Leiter. Mitte 2020 stieg er zum stellvertretenden Chefredakteur und der Leiter des Berlin-Desk der B.Z./Bild Berlin Brandenburg auf.
Am 1. Oktober 2022 wurde er Chefredakteur der B.Z. und Redaktionsleiter Bild Berlin-Brandenburg. Er folgte auf Miriam Krekel.